# 쿠란트 수학연구소

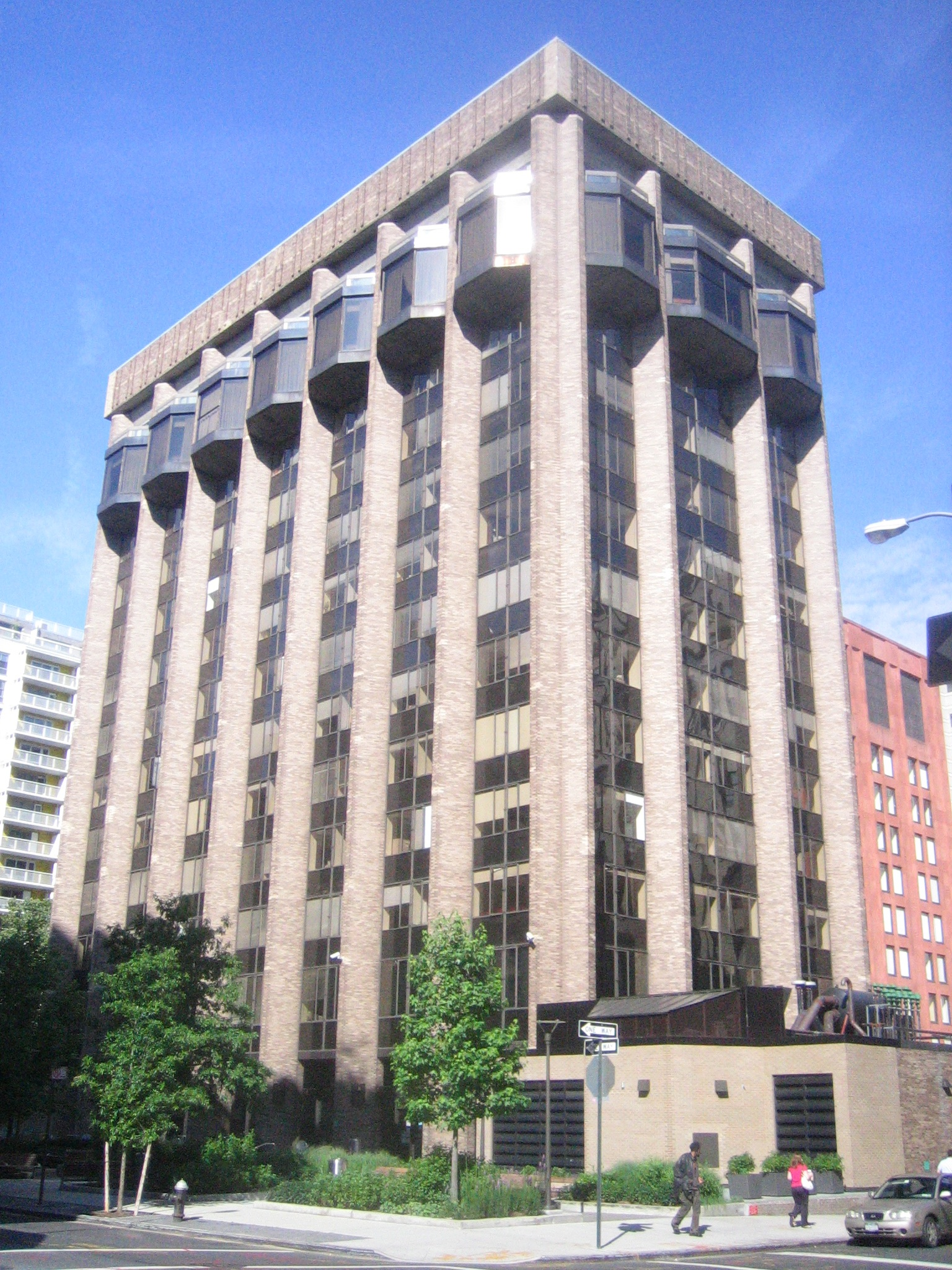

쿠란트 수학연구소(영어: Courant Institute of Mathematical Sciences, CIMS)는 뉴욕 대학교의 독립 연구소 중의 하나이다. 공식적으로는 NYU의 예술과학부와 예술과학대학원 산하이며 2011년 기준으로 학부 수학 전공생 286명, 학부 컴퓨터 공학 전공생 134명, 수학 석사생 208명, 컴퓨터 공학 석사생 268명, 수학 박사생 107명, 컴퓨터 공학 박사생 73명을 교육하고 있다. 쿠란트 수학연구소는 이 연구소의 설립자 중 하나이며 1936년부터 1972년까지 교수직을 연임한 리하르트 쿠란트의 이름을 따라서 명명되었다. 쿠란트 수학연구소는 응용수학 연구, 해석학 및 편미분 방정식 연구, 기하학 연구, 인용 임팩트 등의 측면에서 최고급 연구소 중의 하나로 자리잡으며, 특히 수학계의 중요 상인 아벨상의 수상자를 4명 배출하였다.

## 전현직 유명 교수진
- 마샤 버거 (Marsha Berger) - 미 국립과학원 및 국립공학원 회원
- 루이스 카파렐리 (Luis Caffarelli) - 울프상 수상
- 실비안 카펠 (Sylvain Cappell) - 구겐하임 펠로십 수상
- 제프 치거 - 구겐하임 펠로십 수상, 막스 플랑크상 수상
- 스티븐 칠드레스 (Steven Childress) - 구겐하임 펠로십 수상, 미 물리학협회 펠로우
- 퍼시 데이프트 (Percy Deift) - 폴야상 수상, 구겐하임 펠로십 수상, 미 국립과학원 회원, 미 예술과학원 회원
- 커트 프리드리히 (Kurt O. Friedrichs) - 미 국립 과학상 훈장 수상
- 레즐리 그린가드 (Leslie Greengard) -  스틸상 수상, 미 국립과학원 및 국립공학원 회원
- 미하일 레오니도비치 그로모프 - 아벨상 수상, 울프상 수상, 스틸상 수상, 교토상 수상, 발잔상 수상
- 헬무트 호프너 (Helmut Hofer) - 미 국립과학원 회원
- 조지프 켈러 (Joseph B. Keller) -  미 국립 과학상 훈장 수상, 울프상 수상
- 럭스 페테르 - 아벨상 수상, 미 국립 과학상 훈장 수상, 스틸상 수상, 울프상 수상
- 린팽화 (Fang-Hua Lin) - 미 국립과학원 회원
- 헨리 맥킨 (Henry McKean) - 미 국립과학원 회원, 미 예술과학원 회원
- 데이비드 맥로플린 (David W. McLaughlin) - 미 국립과학원 회원, 미 예술과학원 회원
- 캐틀린 모라베츠 (Cathleen Synge Morawetz)) - 미 국립 과학상 훈장 수상, 스틸상 수상, 버코프 상 수상, 미 국립과학원 회원, 미 예술과학원 회원
- 위르겐 모저 - 울프상 수상
- 아사프 나오어 (Assaf Naor) - 유럽수학협회상 수상, 살렘상 수상
- 찰스 뉴먼 (Charles Newman) - 미 국립과학원 회원, 미 예술과학원 회원
- 루이스 니렌버그 (Louis Nirenberg)) - 크라푸드 상 수상, 미 국립 과학상 훈장 수상, 스틸상 수상, 첸상 수상, 미 국립과학원 회원, 미 예술과학원 회원
- 찰스 페스킨 (Charles S. Peskin) - 미 국립 과학상 훈장 수상
- 아미르 누엘리 (Amir Pnueli) - 미 국립공학원 회원, 이스라엘 상, 튜링상 수상,
- 피터 사낙 (Peter Sarnak) - 미 국립과학원 회원, 고등연구소 정교수
- 스리니바사 바라단 (S. R. Srinivasa Varadhan) - 아벨상 수상, 스틸상 수상, 미 국립과학원 회원, 미 예술과학원 회원, 영국 왕립 학회 회원, 미 국립 과학상 훈장 수상
- 마가렛 라이트 (Margaret H. Wright) - 미 국립과힉원 및 국립공학원 회원
- 라이사이 영 (Lai-Sang Young) - 미 국립과학원 회원, 구겐하임 펠로십 수상, 미 예술과학원 회원

## 유명한 졸업생
- 안젤리나 벨라코프스카이아 (Anjelina Belakovskaia) - 2001년 금융 석사, 미 여자체스대회 우승
- 조지프 켈러 (Joseph B. Keller) - 1988년 박사, 미 국립 과학상 훈장 수상, 울프상 수상
- 바브라 키피츠 (Barbara Keyfitz) - 1970년 박사, 필즈 연구소 소장
- 세르규 클라이너만 (Sergiu Klainerman) - 1978년 박사, 프린스턴 대학교 교수, 편미분 방정식 분야의 권위자
- 모리스 클라인 (Morris Kline) - 1936년 박사, 뉴욕 대학교 교수, 교양 도서 작가
- 마틴 크러스컬 - 1952년 박사, 미 국립 과학상 훈장, 솔리톤 발견
- 럭스 페테르 - 1949년 박사, 아벨상 수상, 미 국립 과학상 수상, 스틸상 수상, 울프상 수상
- 천뤼안(중국어 간체자: 陈履安, 정체자: 陳履安, 병음: Chén Lǚ'ān) - 1968년 박사, 전 대만 국방부 장관
- 루이스 니렌버그 (Louis Nirenberg)) - 1949년 박사, 크라푸드 상 수상, 미 국립 과학상 훈장 수상, 스틸상 수상, 첸상 수상, 미 국립과학원 회원, 미 예술과학원 회원
- 캐틀린 모라베츠 (Cathleen Synge Morawetz) -1950년 박사, 미 국립 과학상 훈장 수상, 스틸상 수상, 버코프 상 수상, 미 국립과학원 회원, 미 예술과학원 회원
- 조지 파파니콜라우 (George C. Papanicolaou) - 1969년 박사, 미 국립과학원 회 스탠퍼드 대학교 교수
- 수잔 퍼글리아 (Susan Mary Puglia) - 학사, IBM 부사장

## 같이 보기
- 럭스 페테르
- 얀 르쿤
- 루이스 니런버그